# Giulio Alary
Jules Eugene Abraham Alary, també conegut com a Giulio Eugenio Abramo Alari, (Màntua, 16 de març de 1814 - Passy-lès-Paris, barri de París, 17 d'abril de 1890) fou un compositor italià de pares francesos.
Desenvolupà càrrecs professionals de molta importància. Se li deuen diverses composicions dramàtiques, algunes de les quals foren molt celebrades, entre elles Rosmonda (òpera). Redemptio (misteri en cinc parts), Le tre nozze (París, 1851), Sardanapalo, Lorgue de Barbarie (opereta), La beauté du diable (opereta), La Voix humaine (òpera), La locanda gratis (òpera) i nombroses composicions de música de cambra.